# Vladimír Hagara
Vladimír Hagara (ur. 7 listopada 1943 w Pieszczanach, zm. 24 maja 2015) – słowacki piłkarz grający na pozycji obrońcy. Gracz brał udział w Mistrzostwach Świata w 1970 roku.